# Memoràndum de Budapest
El Memoràndum de Budapest sobre Garanties de Seguretat és un acord polític signat a Budapest, Hongria, el 5 de desembre de 1994, oferint garanties de seguretat per part dels seus signataris respecte a l'adhesió d'Ucraïna al Tractat de No Proliferació Nuclear. El Memoràndum va ser originalment subscrit per tres potències nuclears: la Federació de Rússia, els Estats Units i el Regne Unit. El Memoràndum va ser signat per Leonid Kuchma, Borís Yeltsin, John Major i Bill Clinton. Més endavant, Xina i França van signar declaracions anàlogues individuals de garantia.
Ucraïna va cedir a Rússia 5.000 bombes nuclears i 220 vehicles de llarg abast necessaris per a fer-les servir, incloent 176 míssils balístics intercontinentals i 44 avions bombarders de gran abast, amb capacitat nuclear.
El memoràndum inclou garanties de seguretat enfront de les amenaces o l'ús de la força contra la integritat territorial o la independència política d'Ucraïna, així com la de Belarús i el Kazakhstan. Com a resultat, Ucraïna va cedir el tercer arsenal d'armes nuclears del món entre 1994 i 1996.
El 27 de març de 2014, en resposta a la crisi de Crimea, l'Assemblea General de les Nacions Unides va aprovar la Resolució 68/262 (anomenada Integritat territorial d'Ucraïna). Aprovada per 100 països, la resolució va afirmar el compromís de les Nacions Unides per a reconèixer a Crimea com a part d'Ucraïna, rebutjant el referèndum sobre l'estatus polític. Després de l'annexió de Crimea per part de la Federació de Rússia, els Estats Units van declarar que l'involucrament rus és una violació de les seves obligacions envers Ucraïna en el context del Memoràndum de Budapest, i una clara violació de la sobirania i la integritat territorial d'Ucraïna.
El 20 d'abril de 2016, Ucraïna va crear el Ministeri de Reintegració dels Territoris Ocupats Temporalment per gestionar les parts ocupades de les regions de Donetsk, Luhansk i Crimea, que afectades per la intervenció militar russa de 2014.
El 27 de novembre de 2018, el Ministeri d'Afers Exteriors d'Ucraïna va fer una crida als estats signants del Memoràndum de Budapest perquè mantinguessin consultes urgents per garantir el ple compliment dels compromisos del memoràndum i el cessament immediat de l'agressió russa contra Ucraïna, després de l'incident de l'estret de Kertx de 2018.
El 19 de febrer de 2022, el president ucraïnès, Volodymyr Zelenski, va comentar públicament el Memoràndum de Budapest, argumentant que no ofereix cap garantia real de seguretat a causa del poder coercitiu de Rússia. Durant el seu discurs a la Conferència de Seguretat de Múnic en què va dir "Des del 2014, Ucraïna ha intentat tres vegades convocar consultes amb els estats garants del Memoràndum de Budapest. Tres vegades sense èxit. Avui Ucraïna ho farà per quarta vegada... Si no es repeteixen o els seus resultats no garanteixen la seguretat del nostre país, Ucraïna tindrà tot el dret a creure que el Memoràndum de Budapest no funciona i totes les decisions del paquet de 1994 estan en dubte". Putin va utilitzar els comentaris de Zelenskiy com a part de les seves afirmacions per argumentar que Ucraïna podria desenvolupar armes nuclears. El tractat va ser violat per Rússia el 2022 durant la Invasió d'Ucraïna.